# Eleocharis acicularis
Eleocharis acicularis là loài thực vật có hoa trong họ Cói. Loài này được (L.) Roem. & Schult. mô tả khoa học đầu tiên năm 1817.

## Hình ảnh

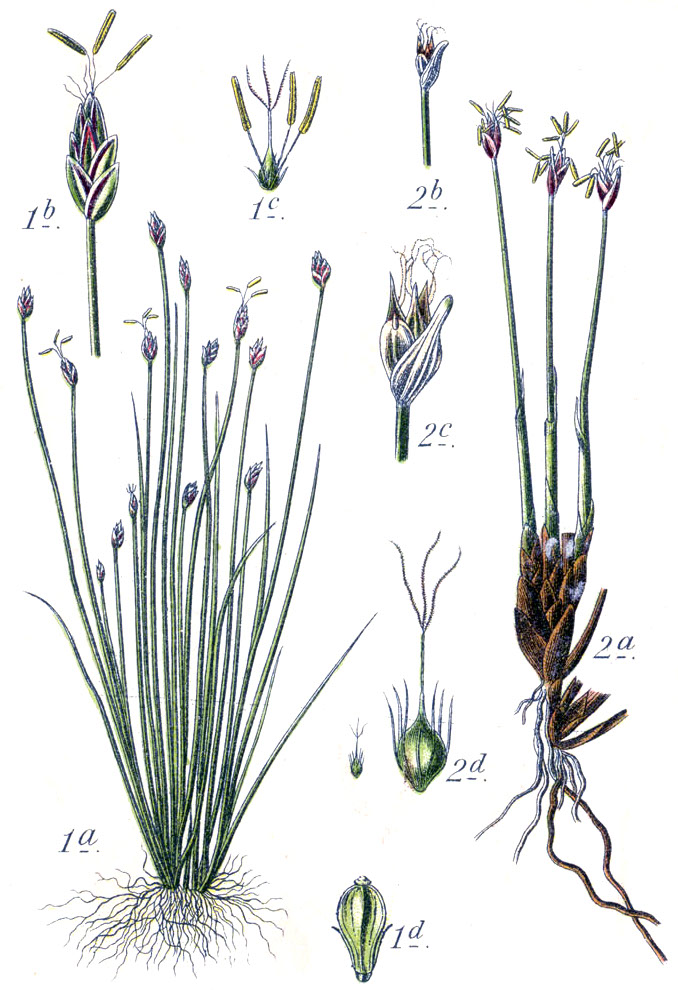
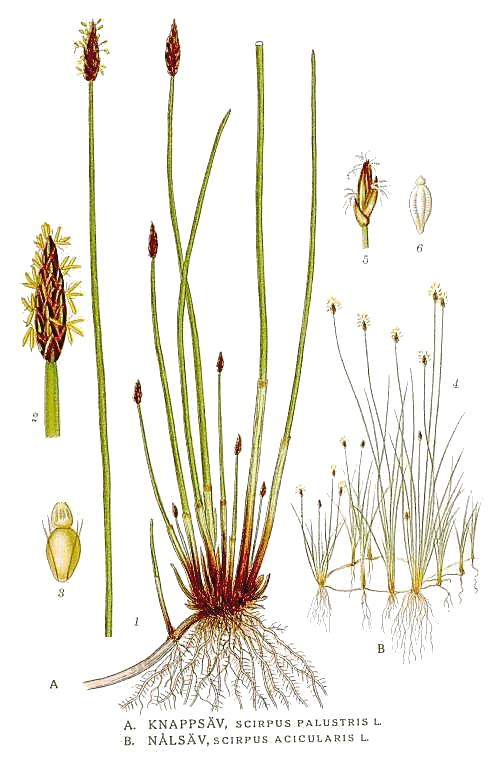
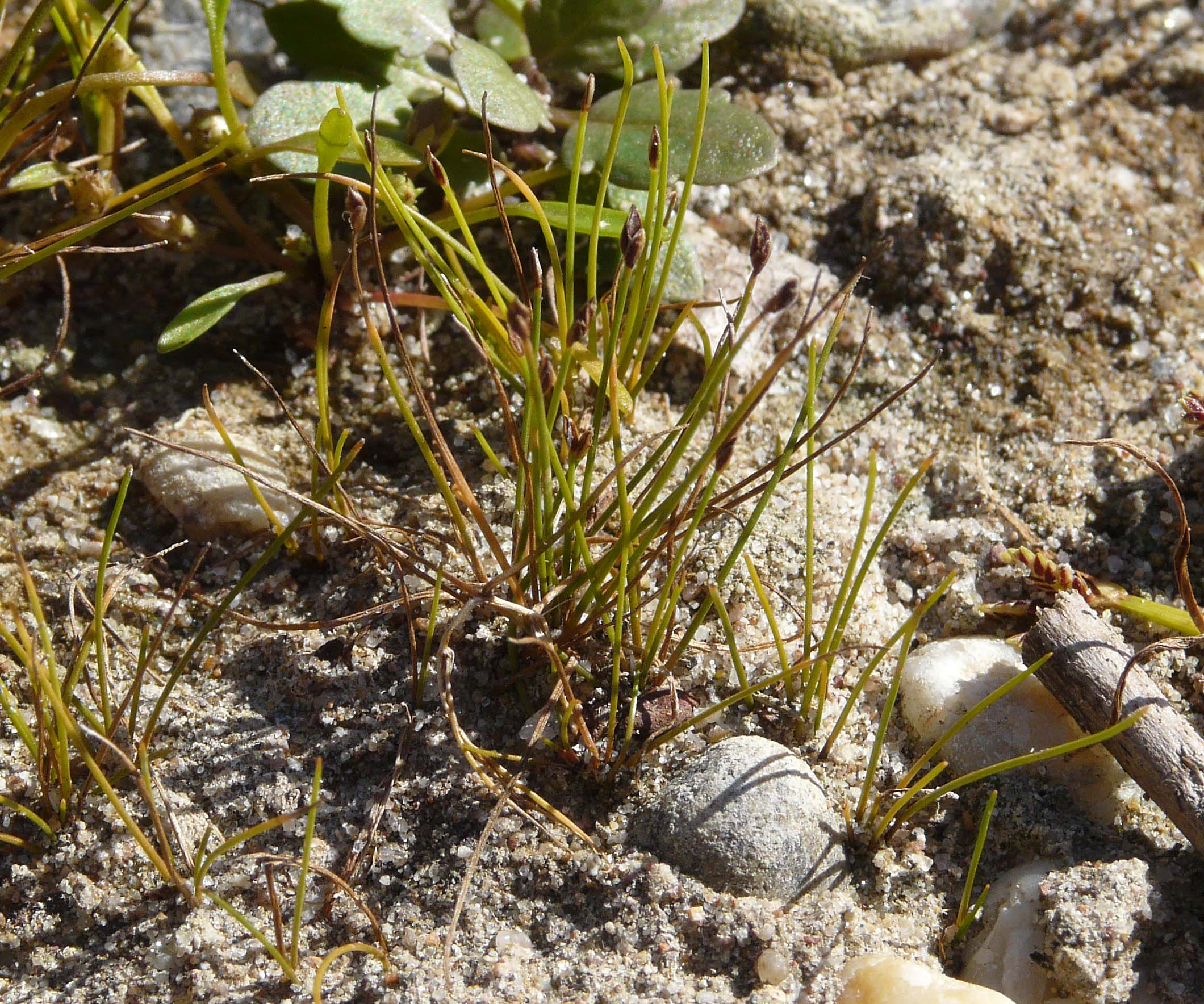
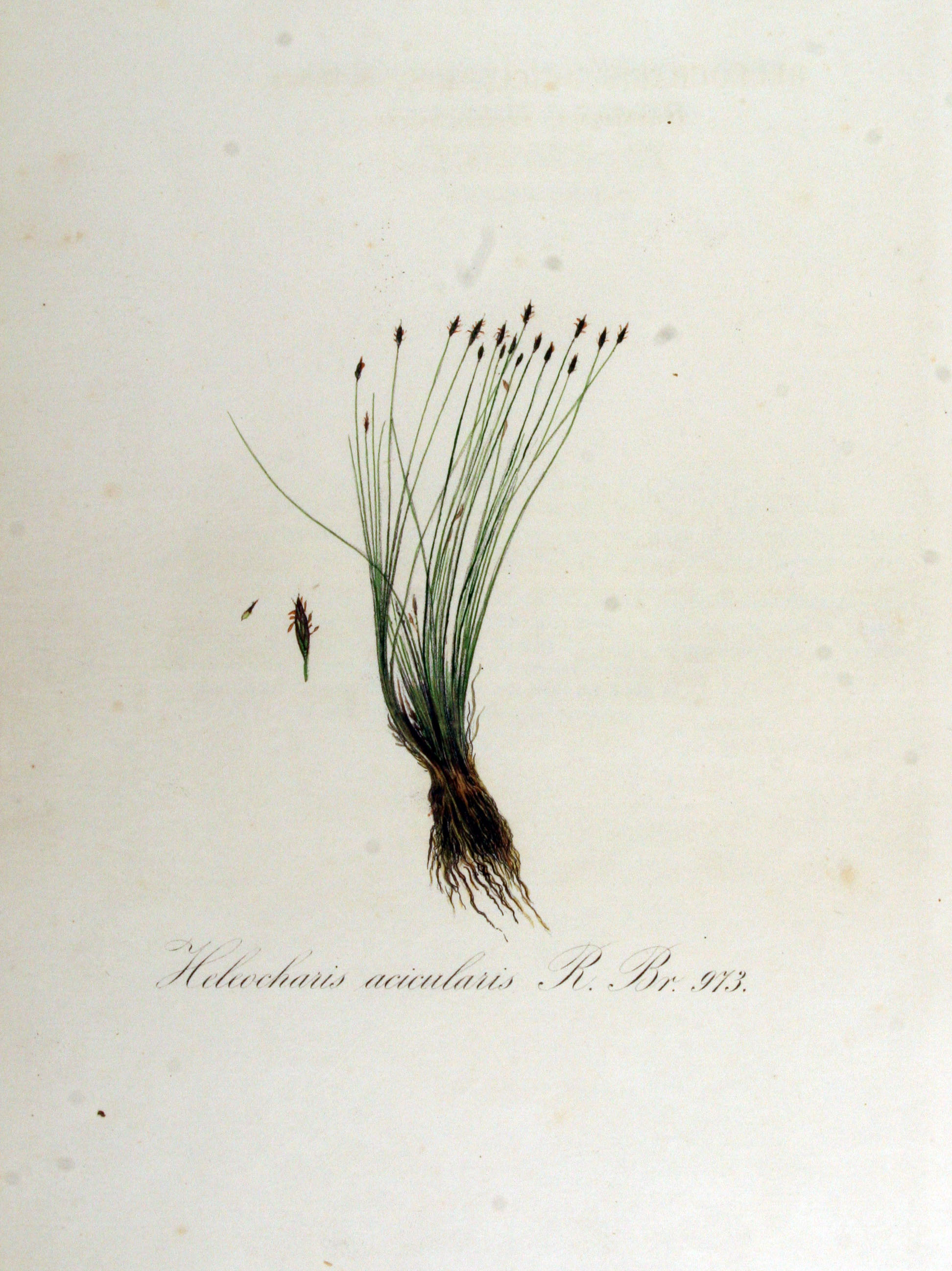